# Ceriodaphnia cornuta
Ceriodaphnia cornuta är en kräftdjursart som beskrevs av Georg Ossian Sars 1885. Ceriodaphnia cornuta ingår i släktet Ceriodaphnia och familjen Daphniidae. Inga underarter finns listade i Catalogue of Life.